# Willis D. Crittenberger
Willis Dale Crittenberger (Anderson, 2 de dezembro de 1890 — Chevy Chase, 7 de agosto de 1980) foi um tenente-general das Forças Armadas do Exército dos Estados Unidos.
Crittenberger foi o comandante das tropas aliadas que aceitou a primeira rendição do exército alemão na Itália, durante a Segunda Guerra Mundial. Ele liderou o IV Corpo do Exército dos Estados Unidos, quando, liderando a FEB, tomou Monte Castelo, onde os alemães estavam fortemente instalados em território italiano, tornando possível a vitória dos aliados.Lhe foi concedido o posto de General de divisão honorário do Exército Brasileiro pelo decreto-lei nº 9.261.
Crittenberger foi casado com Josephine W. Crittenberger, morta em 1978. Morreu em 2 de dezembro de 1980 em Chevy Chase, está enterrado no Arlington National Cemetery.